# Galaxie du Lion I
Pour les articles homonymes, voir Leo.
La galaxie du Lion I (Leo I) est une galaxie naine sphéroïdale qui fait partie de notre Groupe local. Elle fut découverte par R. G. Harrington et A. G. Wilson en 1950 en même temps que Leo II.
Distante de 800 000 années-lumière du Système solaire, Leo I est une galaxie satellite de la Voie lactée.

## Caractéristiques

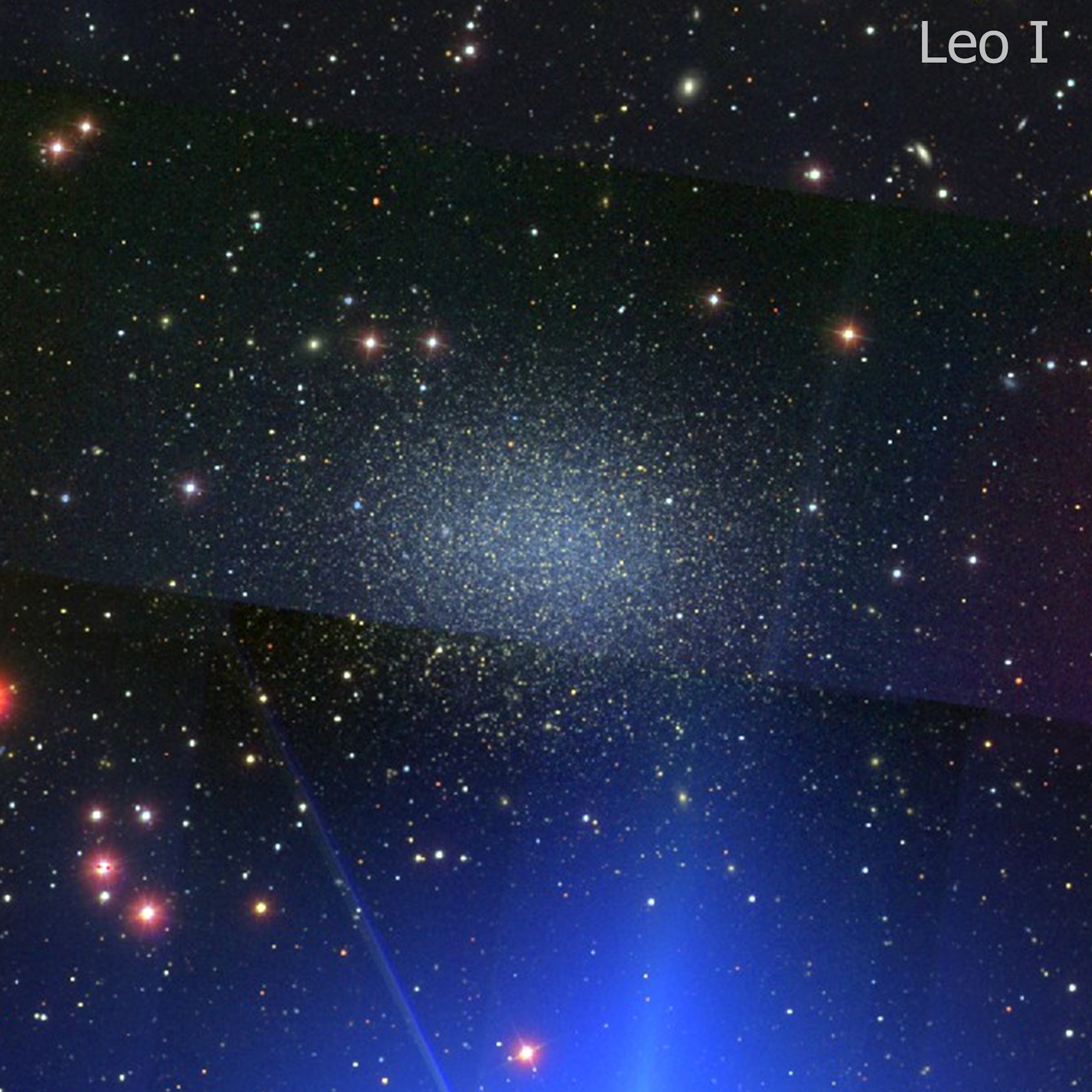
Cette galaxie compacte cache, au centre, un grand trou noir.

En comparaison d'autres galaxies naines sphéroïdales, la galaxie du Lion I se distingue de sa pauvre quantité de matière noire.
C'est pourquoi l'équipe de l'université du Texas avait étudié cette galaxie, avec son instrument particulier dit VIRUS-W de l'observatoire McDonald et un superordinateur, lequel découvrit en 2021 un trou noir supermassif au centre. En dépit de sa taille modeste, celle-ci contient un trou noir de 3,3 millions de masses solaires, qui est comparable à celui existant au centre de grandes galaxies, telle la Voie lactée. La raison pour laquelle ce trou noir si considérable existe n'est pas encore expliquée.

## Voir aussi

Situation de la galaxie du Lion (présenté Leo I) dans le groupe local.